# Cojani, Gorj
Cojani este un sat ce aparține orașului Târgu Cărbunești din județul Gorj, Oltenia, România.

## Vezi și
- Biserica „Sfântul Ioan, Sfântul Nicolae și Sfântul Gheorghe” din Cojani

## Imagini

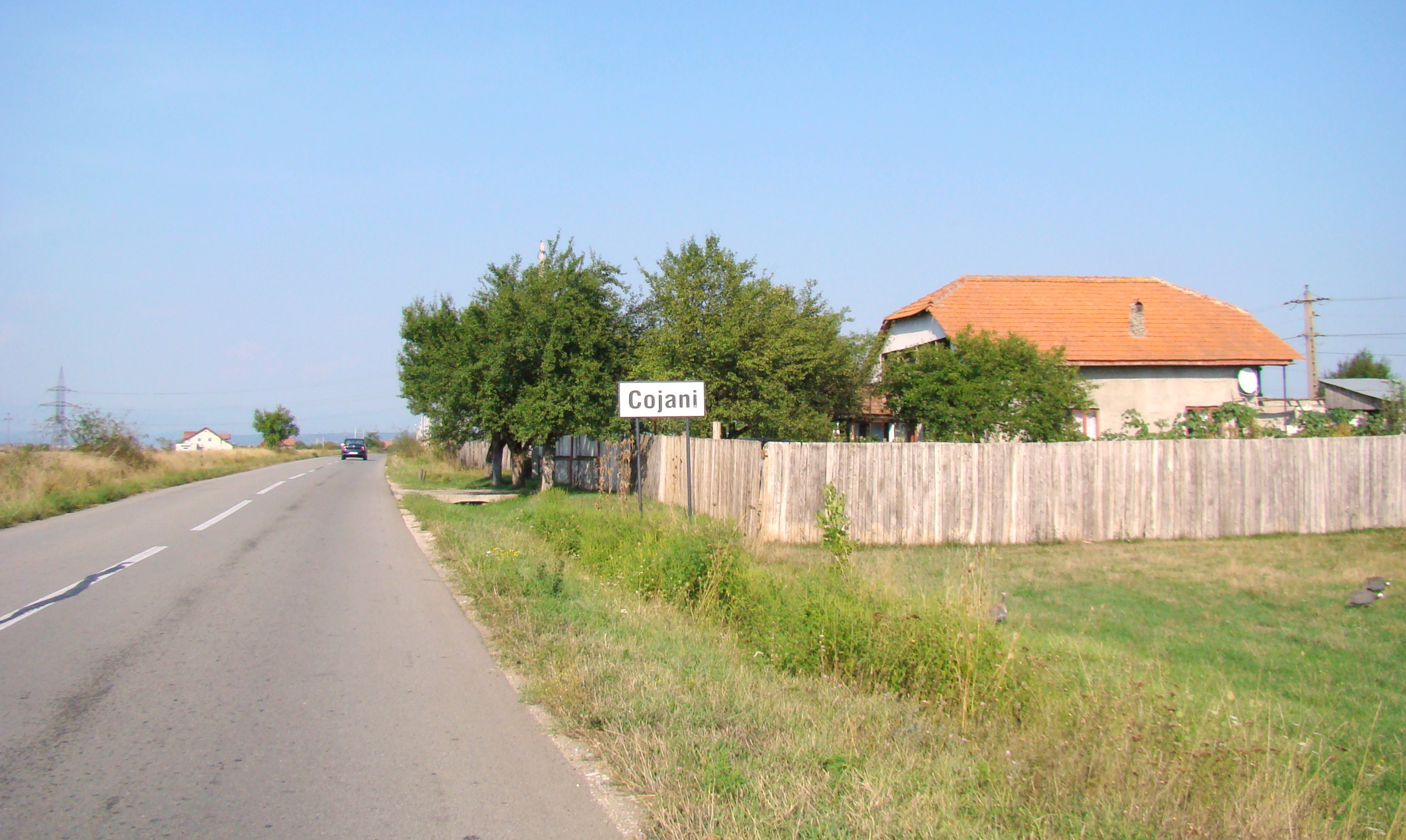
Intrarea în localitate
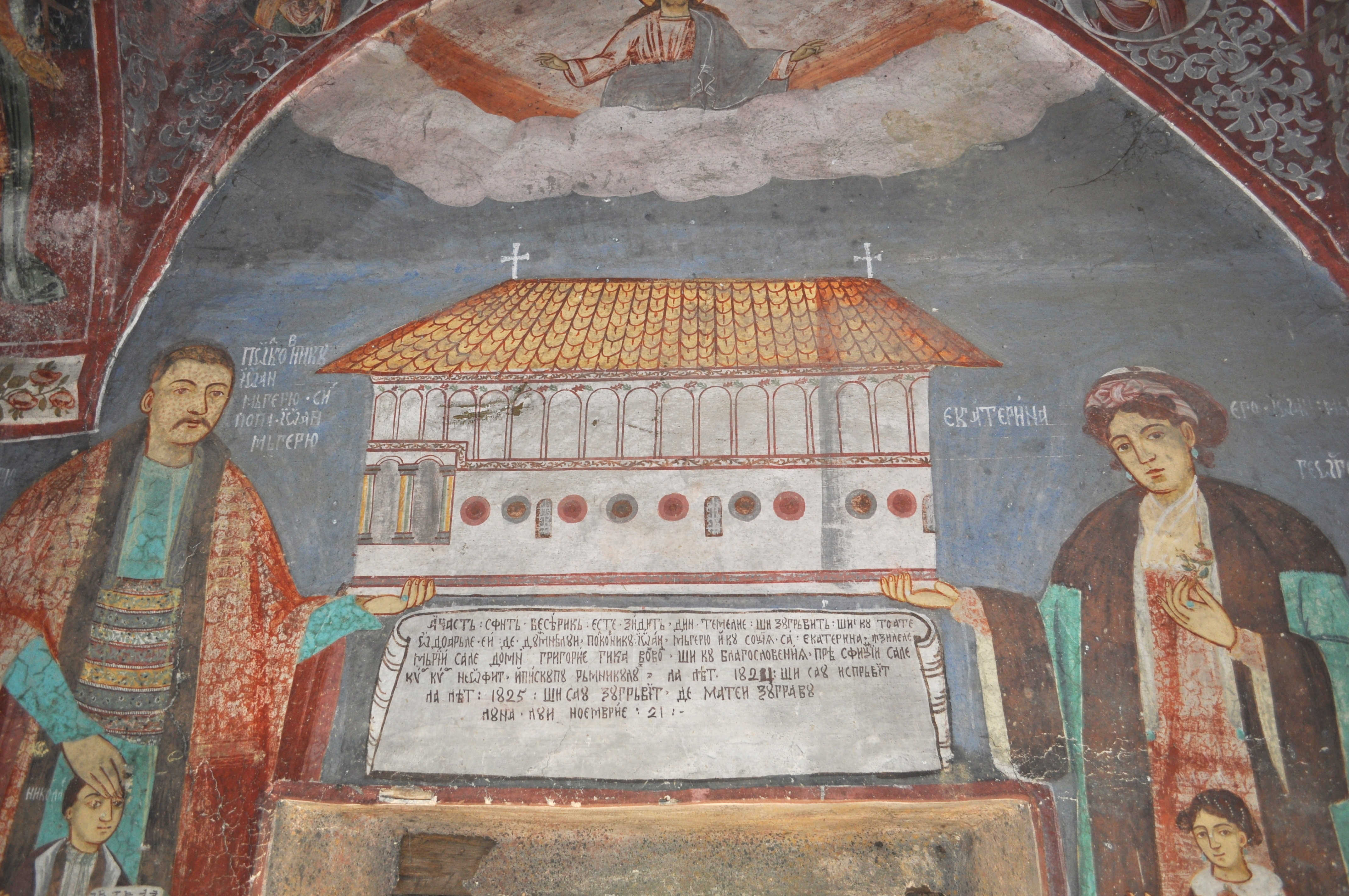
Biserica cu hramurile „Sf. Ioan, Sf. Nicolae și Sf. Gheorghe” (monument istoric)
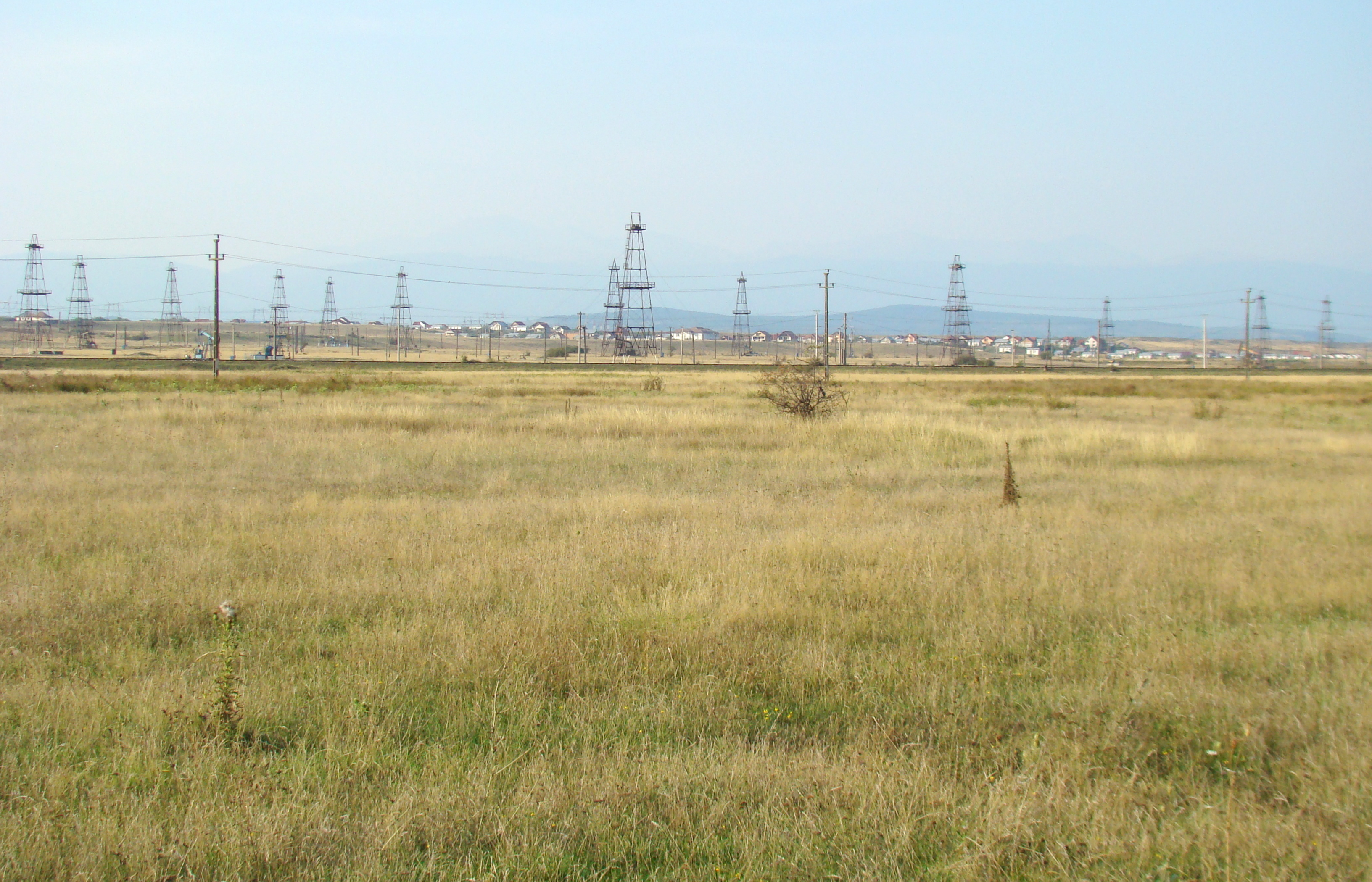
Câmp de sonde la marginea localităţii

 Acest articol despre o localitate din județul Gorj este deocamdată un ciot. Puteți ajuta Wikipedia prin completarea lui.